# La Clé (collection littéraire)
Pour les articles homonymes, voir La Clé.
La Clé est une collection de romans policiers lancée en 1938 par les Éditions Rouff.

## Historique
L'objectif de cette collection est de faire découvrir des auteurs anglais spécialistes du roman à clé, ou roman de détection. 
À quelques exceptions près, l'ensemble des textes sont écrits par des écrivains britanniques, sauf pendant la période 1942-1943 ou ils sont remplacés par des écrivains français.
Après une interruption en 1943, la série reprend en 1946 pour quelques titres avant de s'arrêter définitivement. Elle comporte 52 titres.
Les couvertures en noir et blanc sont signées Frédéric Auer (1880-1961).

## Liste des titres
1. La Main gantée de noir (Murder Runs in the Family) par Hulbert Footner, 1938
2. Empoisonnée en public (Poison in Public) par Charles Barry, 1938
3. Le Coup de poignard mystérieux (The Tollhouse Murder) par Anthony Wynne, 1938
4. L'Étrange Directeur de banque (The Bank Manager) par Phillips Oppenheim, 1938
5. Le Bandit fantôme (The Phantom Gunman) par Nigel Morland, 1938
6. La Bande des fleurs (The Flowergang) par Garnett Radcliffe, 1938
7. La Roche qui hurle (The Wailing Rock Murders) par Clifford Orr, 1938
8. La Châtelaine assassinée (Death Come to Cambers) par E. R. Punshon, 1938
9. La Momie verte (The Green Mummy) par Fergus Hume, 1938
10. La Vingt-cinquième Heure (The Uncounted Hour) par Warner Allen, 1938
11. Le Perroquet pourpre (The Purple Parrot) par Clyde B. Clason, 1939
12. La Double Énigme de Singapore par Edmond Romazières, 1939
13. La Maison de l'opale (The House of the Opal) par Jackson Gregory, 1939
14. L'Homme aux chats (The Wraith) par Philip MacDonald, 1939
15. L'Ombre sur le mur (Shadow on the Wall) par H. C. Bailey, 1939
16. Le Crime de Passington (The Four Make Holiday) par Mark Cross, 1939
17. La Fiole de poison (Truth Came out) par E. R. Punshon, 1939
18. L'Homme double (A Case Dead and Burried) par Charles Barry, 1939
19. Drame dans les dunes (Shot on the Downs) par Victor L. Whitechurch, 1939
20. Trois personnes entrèrent (Three Went In) par N. A. Temple-Ellis, 1939
21. Le Cambrioleur détective (The Mysterious Burglar) par Georges E. Walsh, 1939
22. Coupable ou Folle ? (Guilty but not Insane) par J.-B. Lenehan, 1939
23. Le Scorpion (The Triumph of Mac Lean) par George Goodchild, 1940
24. Verdict sans jury (Verdict Without Jury) par Anthony Webb, 1940
25. Le Château de la mort (Dunslow) par E. R. Punshon, 1940
26. Week-end incognito (Mystery Week-End) par Percival Wilde, 1940
27. Le Chat de platine (The Platinum Cat) par Miles Burton, 1940
28. Le Mystère du train de Douvres (The Boat Train Mystery) par Charles Barry, 1940
29. Problème d'outre-tombe (The Millionaire Mystery) par Fergus Hume, 1941
30. Tu ne tueras point (Thoushalt Not Kill) par Marie Belloc Lowndes, 1941
31. La Danseuse assassinée par Alexandre Bonnel, 1941
32. Mort de Clara (Death of Dear Clara) par Quentin Patrick, 1941
33. L'Étoile d’azur par Léon Groc, 1941
34. Drame de famille par Alexandre Bonnel, 1941
35. Le Grand Corbeau par René Lécuyer, 1942
36. Pendant le bal par Ludovic Fortolis, 1942
37. Le Dernier Coup de gong par Pierre Rossille et C. Rossille, 1942
38. Le Fantôme traqué par Sylvain Roche, 1942
39. Le Médaillon d'or par S. de Vianney, 1942
40. L'Énigme des closeaux par Andrée Forny, 1943
41. Le Lézard siamois (Bangcock Murders) par Reginald Campbell, 1946
42. Crime à loisir (Murder at Leisure) par James G. Edwards, 1946
43. Noël tragique (Having no Hearts) par George Goodchild, 1946
44. La Mort d'Anton (Death Of Anton) par Alan Melville, 1946
45. La Maison silencieuse (The Silent House) par Fergus Hume, 1947
46. L'Énigme du 8e invité (The Riddle of the 8th Guest) par B. Weeler et C. Lee Purdy, 1947
47. La mort est prompte (Death Rides Swiftly) par Neal Shepherd
48. Le Meurtre du marquis par Alexandre Bonnel
49. L’assassin est dans la maison (The Siamese Twin Mystery) par Ellery Queen
50. Le Prieur blanc (The White Prior) par Fergus Hume, 1947
51. La Tragédie des cèdres (Information Received) par E. R. Punshon
52. Meurtre à l'opéra par J. Darmane